# CCA Glasgow

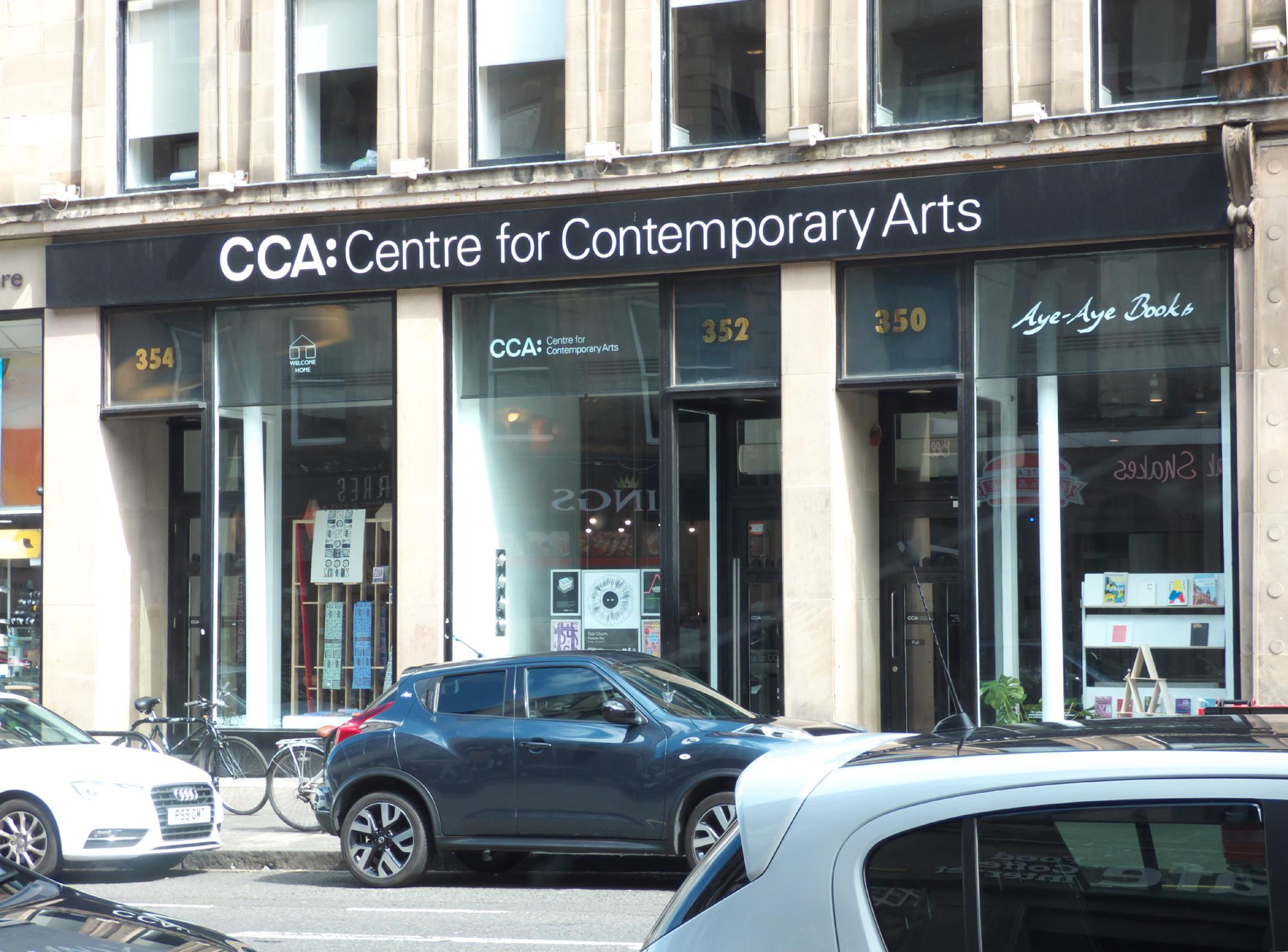
Centre for Contemporary Arts, Glasgow (2017)

Das Centre for Contemporary Arts – CCA Glasgow ist ein 1992 gegründetes Zentrum für Kunst und Kultur im schottischen Glasgow. Im CCA Glasgow finden Ausstellungen zeitgenössischer Kunst, Darbietungen von Musik, Aufführungen der darstellenden Künste und Filmvorstellungen statt. 
Nach der Gründung 1992 nutzte das CCA für die ersten neun Jahre die 1855 erbauten McLellan Galleries in 270 Sauchiehall Street im Zentrum Glasgows. 
Das CCA befindet sich heute in 350 Sauchiehall Street an der Ecke zur Scott Street in einem denkmalgeschützten Gebäudekomplex. Das dreigeschossige Gebäude wurde 1865 unter dem Namen Grecian Chambers von Alexander ‘Greek’ Thomson als Ladengebäude im Stil des „Egyptian Revival“ entworfen. Das Gebäude wurde 1999–2001 durch das Architekturbüro Page & Park umgebaut, die Umbaukosten von 10,5 Mio. £ wurden durch Mittel aus dem Scottish Arts Council Lottery Fund getragen. Die Inneneinrichtung der CCA Bar im Atrium des Gebäudes wurde durch Jorge Pardo gestaltet, und nimmt mit leuchtenden Farben und geschwungenen Holzoberflächen Anleihen am psychedelischen Stil der 1960er Jahre. Das CCA am neuen Standort wurde im Oktober 2001 eröffnet.
Im Jahr finden im CCA durchschnittlich sechs große Wechselausstellungen statt. Im Kinosaal, der 75 Zuschauer fasst, werden Filme des Programmkino sowie experimentelle und historische Filme gezeigt. Daneben befinden sich im CCA fünf abtrennbare Aufführungs- und Ausstellungsräume, ein Raum für Bildung und Kunstvermittlung, Mietflächen für Künstler sowie eine Atelierwohnung für eingeladene Künstler.